# Discografia degli SS501
Questa pagina contiene la discografia degli SS501, una boy band coreana fondata nel 2005.

## Discografia coreana

### Album in studio
| # | Informazioni | Lista tracce |
| - | --- | --- |
| 1 | Warning - Data di pubblicazione: 5 giugno 2005 - Etichetta: DSP Media                                                                                                | 1. "경고" (Warning) 2. "Passion" 3. "Never Again" 4. "Take U High" 5. "Everything" 6. "Everything" (instrumental) |
| 2 | Snow Prince - Data di pubblicazione: 5 dicembre 2005 - Etichetta: DSP Media                                                                                          | 1. "하얀사람" (White Person) (3:21) 2. "My Girl" (4:17) 3. "Snow Prince" (3:24) 4. "In Your Smile" (3:34) 5. "Fighter" (3:33) |
| 3 | S.T 01 Now - Data di pubblicazione: 10 novembre 2006 - Etichetta: DSP Media                                                                                          | 1. "Existence" 2. "4Chance" 3. "Unlock" 4. "Again" 5. "Stand By Me" 6. "Sky" 7. "Coward" 8. "Man" 9. "Hana" 10. "Confession" (Clumsy Proposal) 11. "Bye Bye" 12. "Radio Star" 13. "Wings of the World" 14. "Warning" (Remix Ver.) 15. "Unlock" (Heavy Edition Feat. 김세황) (Hidden Track)                                                                                       |
| 4 | Deja Vu - Data di pubblicazione: 13 marzo 2008 - Etichetta: DSP Media                                                                                                | 1. "Deja Vu" (3:32) 2. "A Song Calling for You" (3:41) 3. "Destiny" (3:12) |
| 5 | Find - Data di pubblicazione: 24 July 2008 - Etichetta: DSP Media | 1. "너와 숨쉬다" (Breathing For You - intro) 2. "넌나의천국" (You Are My Heaven) - MBC Uri gyeolhonhaess-eo-yo theme song 3. "Find" 4. "고맙다" (Thank You) (Kim Hyun Joong solo) - MBC Uri gyeolhonhaess-eo-yo theme song 5. "넌나의천국" (You Are My Heaven - instrumental) 6. "Find" (Instrumental) 7. "사랑해X5" (I Love You X 5) 8. "고맙다" (Thank You) (acoustic version) |
| 6 | U R Man - Special Album - Data di pubblicazione: 21 November 2008 - Etichetta: DSP Media - Artist: SS501 Project Group: Heo Young Saeng, Kim Kyu Jong, Kim Hyung Jun | 1. "Want It" (Testo di Kim Hyung Jun (H&B)) 2. "U R Man" 3. "The One" (Testo di Kim Hyung Jun (H&B)) 4. "사랑인거죠" (Is It Love) - Heo Young Saeng solo (composed and Testo di Heo Young Saeng) 5. "Never Let You Go" - Kim Kyu Jong solo (Testo di Kim Kyu Jong) 6. "I Am" - Kim Hyung Jun solo (Testo di Kim Hyung Jun (H&B))                                                 |
| 7 | SS501 Collection - Data di pubblicazione: 21 July 2009 - Etichetta: DSP Media                                                                                        | 1. "제발 잘해줘" (Please, Be Nice to Me) - Kim Hyun Joong solo 2. "이름없는 기억" (Nameless Memory) - Heo Young Saeng solo 3. "Wuss Up" - Kim Kyu Jong solo 4. "하면은 안돼" (If You Can Not) - Park Jung Min solo 5. "Hey G" - Kim Hyung Jun solo 6. "비겁하지 않겠어" (I Won't Be a Coward)                                                                                    |
| 8 | Rebirth - Data di pubblicazione: 20 October 2009 - Etichetta: DSP Media                                                                                              | 1. "Wasteland" 2. "Love Like This" (네게로) 3. "하루만" (Only One Day) 4. "Obsess" (중독...) - Testo di Kim Hyung Jun 5. "완.두.콩." (Green Peas) |
| 9 | Destination - Data di pubblicazione: 24 maggio 2010 - Etichetta: DSP Media                                                                                           | 1. "Let Me Be The One" (그게 나라고..) 2. "Love Ya" 3. "Crazy 4 You" 4. "Until Forever" (영원토록) - Testo di Heo Young Saeng 5. "Let Me Be the One" (그게 나라고..) - acoustic version 6. "Love Ya" (instrumental) |

### Singoli digitali
| Informazioni                                                          | Lista tracce |
| --------------------------------------------------------------------- | --- |
| A Song Calling for You (Remix) - Data di pubblicazione: 7 maggio 2008 | 1. "A Song Calling for You" (remix) 2. "A Song Calling for You" (instrumental)                                                            |
| You're My Heaven - Data di pubblicazione: 27 giugno 2008              | 1. "You're My Heaven" 2. "You're My Heaven (Inst.)"                                                                                       |
| That Man Book 198 Pieces - Data di pubblicazione: 7 ottobre 2008      | 1. "That Man Book (Original Ver.)" 2. "That Man Book (Violin Ver.)" 3. "That Man Book (Guitar Ver.)"                                      |
| U R Man Remix Edition - Data di pubblicazione: 9 January 2009         | 1. "U R Man" (remix) 2. "The One" (remix)                                                                                                 |
| Anycall Haptic Mission - Data di pubblicazione: 30 April 2009         | 1. "Mission No.4" - Kim Hyun Joong with Son Dam Bi and Kim Joon 2. "Rolling Callin Darling" - Kim Hyun Joong with Son Dam Bi and Kim Joon |
| Anycall Haptic Mission 2 - Data di pubblicazione: 20 maggio 2009      | 1. "Play" |
| We Can Fly - Data di pubblicazione: 10 giugno 2009                    | 1. "We Can Fly" (진에어(JINAIR) 이미지송)                                                                                                 |

### Colonne sonore
| Informazioni                                                                       | Lista tracce |
| ---------------------------------------------------------------------------------- | --- |
| Dive Into The Koongya's World OST - Data di pubblicazione: 24 aprile 2007          | - "Fly Away" |
| Surgeon Bong Dal Hee OST - Data di pubblicazione: 13 febbraio 2007                 | - "어린 날의 기억" (Memories of Chidhood) - "지울 수 없는 사랑" (Love That Can't Be Erased)                                                    |
| Strongest Chil Woo OST - Data di pubblicazione: 2008                               | - "우리 함께라면" (If We're Together) |
| That Man's Book, Page 198 OST - Data di pubblicazione: 7 ottobre 2008              | - "바라보며" (Gaze) - "바라보며" (Gaze - violin version) - "바라보며" (Gaze - guitar version)                                                  |
| Boys Over Flowers OST - Data di pubblicazione: 12 gennaio 2009                     | - "내 머리가 나빠서" (Because I'm Stupid) |
| Bad Girl Diary Returns OST - Data di pubblicazione: 16 marzo 2009                  | - "악녀일기 리턴즈" (Lonely Girl)- Kim Kyu Jong and Kim Hyung Jun                                                                              |
| Boys Over Flowers OST - Part 2 - Data di pubblicazione: 17 marzo 2009              | - "애인만들기" (Making a Lover) |
| Boys Over Flowers OST - F4 Special Edition - Data di pubblicazione: 19 maggio 2009 | - "Sometime" - "행복이란" (Happiness) - Kim Hyun Joong solo - "내 머리가 나빠서" (Because I'm Stupid - acoustic version) - Kim Hyun Joong solo |
| Friend, Our Legend OST - Data di pubblicazione: 16 luglio 2009                     | - "눈물을 지워가" (I Erase Tears) - Heo Young Saeng solo                                                                                       |
| Will It Snow For Christmas? OST - Data di pubblicazione: 21 dicembre 2009          | - "사랑해요..미안해요.." (I Love You... I'm Sorry) - Heo Young Saeng solo                                                                      |
| Lie to Me OST - Data di pubblicazione: 2011                                        | - "이 밤이 지나가면" (Midnight Passes) - Kim Hyung Jun solo                                                                                    |
| Hooray For love OST - Data di pubblicazione: 2011                                  | - "갈팡질팡" (Indecisive) - Kim Hyung Jun solo                                                                                                 |
| Protect the Boss OST - Data di pubblicazione: 12 settembre 2011                    | - "슬픈 노래는" (Sad Song) - Heo Young Saeng solo                                                                                              |

## Discografia giapponese
| # | Informazioni                                                                                    | Lista tracce |
| - | ----------------------------------------------------------------------------------------------- | --- |
| 1 | Kokoro - Data di pubblicazione: 1º agosto 2007 - Etichetta: Pony Canyon                         | 1. "Kokoro" 2. "Be a Star" 3. "Alice" 4. "Kokoro" (instrumental) 5. "Be a Star" (instrumental) 6. "Alice" (instrumental) Limited Edition 1. "Rize Up" - Kim Hyun Joong solo 2. "はじめて見る空だった" (Hajimete Miru Sora Datta) - Heo Young Saeng solo 3. "光" (Hikari) - Kim Kyu Jong solo 4. "Here" - Park Jung Min solo 5. "さよならができない" (Sayonara ga Dekinai) - Kim Hyung Jun solo |
| 2 | Distance ~ Kimi to no Kyori - Data di pubblicazione: 19 settembre 2007 - Etichetta: Pony Canyon | 1. "Distance ~ 君とのキョリ" 2. "Gleaming Star" 3. "Wonderful World" 4. "Distance~君とのキョリ" (instrumental) 5. "Gleaming Star" (instrumental) 6. "Wonderful World" (instrumental) |
| 3 | SS501 - Data di pubblicazione: 24 ottobre 2007 - Etichetta: Pony Canyon                         | 1. "Live!" 2. "Distance: 君とのキョリ" 3. "4Chance" (Watch Game) 4. "ホンとに好きだった" (Honto ni Sukidatta) 5. "No Exit Days" 6. "Again" 7. "Boundless" 8. "Butterfly" 9. "Always and Forever" 10. "サンセット" (Sunset) 11. "Kokoro" |
| 4 | Lucky Days - Data di pubblicazione: 18 giugno 2008 - Etichetta: Pony Canyon                     | 1. "Lucky Days" 2. "Summer Blue" 3. "ホシゾラ" (Hoshizora) 4. "Lucky Days" (instrumental) 5. "Summer Blue" (instrumental) 6. "ホシゾラ" (Hoshizora) (instrumental) |
| 5 | All My Love - Data di pubblicazione: 13 maggio 2009 - Etichetta: Pony Canyon                    | 1. "メッセージ"(Messe-ji) 2. "Mermaid..." 3. "I Want You" 4. "Lucky days" 5. "Get Along" 6. "Promise to Promise" 7. "Believe in Love" 8. "Let's Break Away" 9. "Time of Destiny" 10. "Lovers" 11. "浅い夢の果て" (Asai Yume no Hate) 12. "トラベラーグライダー" (Torabera Guraida) 13. "All My Love"                                                                                           |

## Videografia
| Informazioni | Lista tracce |
| --- | --- |
| SS501 - U R Man Special DVD - Data di pubblicazione: July 2009 - Formati: 2 DVD - Lingua: Coreano Registrato: - Evento: SS501 Showcase with Triple S - Date: 15 novembre 2008 - Location: Olympic Fencing Gymnasium, Seul               | Disco 1 1. Intro 2. "경고" (Warning) 3. "Deja Vu" (데자뷰) 4. Photo 501 5. "Sandy" (Park Jung Min solo) 6. "고맙다" (Thank You) (Kim Hyun Joong solo) 7. "Want It" 8. "UR Man" 9. UFO Talk Time 10. "I Am" (Kim Hyung Jun solo) 11. "Never Let Me Go" (Kim Kyu Jong solo) 12. "사랑인거죠" (Is It Love) (Heo Young Saeng solo) 13. "The One" 14. "널 부르는 노래" (A Song Calling for You) 15. "넌 나의 천국" (You Are My Heaven) 16. "Snow Prince" Disco 2 1. "겁쟁이" (Coward) - Showcase encore 2. "Again" - Showcase encore 3. "U R Man" - Showcase encore 4. Showcase Making of 5. "U R Man" M/V Making of 6. SS501 Project Group History 7. "널 부르는 노래" (A Song Calling for You) M/V Making of |
| SS501 1st Asia Tour - Persona In Seoul DVD - Data di pubblicazione: Marzo 2010 - Formati: 3 DVD - Lingua: Coreana Registrato: - Evento: 1st Asia Tour Persona in Seoul - Date: 1 August 2009 - Location: Olympic Gymnastics Arena, Seul | Disco 1 1. Intro 2. "Deja Vu" (데자뷰) 3. "Unlock" 4. "경고" (Warning) 5. "4Chance" (remix) 6. "널 부르는 노래" (A Song Calling for You) (remix) 7. "Hey G" (Kim Hyung Jun solo) 8. "Wuss Up" (Kim Kyu Jong solo) 9. "Never Again" 10. "내 머리가 나빠서" (Because I'm Stupid) 11. "하면은 안돼" (If You Can Not)(Park Jung Min solo) 12. "U R Man" 13. "ighter" 14. "이름없는 기억" (Nameless Memory) (Heo Young Saeng solo) 15. "제발 잘해줘" (Please, Be Nice to Me) (Kim Hyun Joong solo) 16. "하루만" (Only One Day) 17. "완.두.콩." (Green Peas) 18. "Love Like This" Disco 2 1. "겁쟁이" (Coward) - encore 2. "Bye Bye" - encore 3. "넌나의천국" (You Are My Heaven) - encore 4. "널 부르는 노래" (A Song Calling for You) - multi angles 5. "Love Like This" 6. Making of Disco 3 1. Making of: Seoul, Taiwan, Shanghai, Hong Kong 2. Epilogue |

## Discografia da solisti
| Informazioni | Lisa tracce |
| --- | --- |
| Not Alone - Artista: Park Jung Min - Data di pubblicazione: 20 gennaio 2011 - Etichetta: CNr Media - Genere: K-pop - Lingua: Coreano - Repackaged: The, Park Jung Min - Data di pubblicazione: 1º aprile 2011 | 1. "Not Alone" 2. "넌 알고 있니" (Do You Know?) 3. "내 하루는 매일매일 크리스마스" (Everyday Is Christmas) 4. "Not Alone" (instrumental) 5. "넌 알고 있니" (Do You Know?) (instrumental) 6. "내 하루는 매일매일 크리스마스" (Everyday Is Christmas) (instrumental) Repackaged 1. "눈물이 흐를 만큼..." (Like Tears are Falling...) 2. "가라 가라" (Go Go) 3. "Not alone" 4. "넌 알고 있니" (Do you know?) 5. "내 하루는 매일매일 크리스마스" (Everyday Is Christmas) 6. "눈물이 흐를 만큼..." (Like Tears are Falling...) (instrumental) 7. "가라 가라" (Go Go) (instrumental) |
| My Girl - Artista: Kim Hyung Jun - Data di pubblicazione: 8 marzo 2011 - Etichetta: S-Plus Entertainment - Genere: K-pop - Lingua: Coreano                                                                    | 1. "Angel" (feat E-Tribe) 2. "oH! aH!" 3. "Girl" 4. "다른 여자 말고 너" (No Other Woman But You) (feat Dok2) 5. "Heaven" 6. "oH aH" (strumentale) 7. "Girl" (strumentale) |
| Let It Go - Artista: Heo Young Saeng - Data di pubblicazione: 12 maggio 2011 - Etichetta: B2M Entertainment - Genere: K-pop - Lingua: Coreano                                                                 | 1. "Out The Club" (feat Tae wan) 2. "Let It Go" (feat rap by Hyuna) 3. "Rainy Heart" (부제: 비가 내리던 그 어느날) (feat Kim Kyu Jong) 4. "I'm Broken" 5. "Let It Go" (instrument) |
| Wara Wara The, Park Jung Min - Artista: Park Jung Min - Data di pubblicazione: 25 maggio 2011 - Etichetta: CNr Media - Genere: J-pop - Lingua: Japanese                                                       | 1. "涙、流れるほど" 2. "Wara Wara" 3. "Not Alone" (リマスター) 4. "君は知ってる？～届かないメッセージ～" 5. "毎日クリスマス" 6. "涙、流れるほど" (instrumental) 7. "Wara Wara" (instrumental) |
| Break Down - Artista: Kim Hyun Joong - Data di pubblicazione: 7 giugno 2011 - Etichetta: KeyEast Entertainment - Genere: K-pop - Lingua: Coreano                                                              | 1. "Intro (Let Me Go)" 2. "Break Down" (feat Double K) 3. "제발" (Please) 4. "Kiss Kiss" 5. "Yes I Will" 6. "제발" (Please) (instrumental) |
| Turn Me On - Artista: Kim Kyu Jong - Data di pubblicazione: 27 settembre 2011 - Etichetta: B2M Entertainment - Genere: K-pop - Lingua: Coreano                                                                | 1. "No More Yes" 2. "Yesterday" (부제: 어제보다 슬픈 오늘…) 3. "My Love" (feat Heo Young Saeng) 4. "Get Ya' Luv" 5. "Get Ya' Luv" (Acoustic Version) |
| Lucky - Artista: Kim Hyun Joong - Data di pubblicazione: 11 ottobre 2011 - Etichetta: KeyEast Entertainment - Genere: K-pop - Lingua: Coreano                                                                 | 1. "Do You Like That" 2. "Lucky Guy" (타이틀곡) 3. "웃어요" (Smile) 4. "나는 네 남자야" (I'm Your Man) 5. "U" 6. "Lucky Guy" (instrumental) |